# Leucopis kaszabi
Leucopis kaszabi is een vliegensoort uit de familie van de Chamaemyiidae. De wetenschappelijke naam van de soort is voor het eerst geldig gepubliceerd in 1970 door Tanasijtshuk.